# WAMPAS Baby Stars
Die WAMPAS Baby Stars war eine Werbekampagne der Western Association of Motion Picture Advertisers (WAMPAS), einem losen Verbund von Zeitungskolumnisten, Publicity- und Presseagenten sowie anderen Beschäftigten aus dem Medienbereich.

## Geschichte
Die WAMPAS wählte zwischen 1922 und 1934 regelmäßig 13 (Ausnahme 1932 mit 15) junge Künstlerinnen aus, die nach ihrer Einschätzung am ehesten das Potential zum Star hätten. Die Auswahl beschränkte sich nicht auf Schauspielerinnen, sondern bezog auch Damen der besseren Gesellschaft (sog. Debütantinnen), Chorgirls, Tänzerinnen, Mannequins und Gewinnerinnen von Schönheitswettbewerben mit ein. 
Die Auswahl der WAMPAS Baby Stars selbst war von zahlreichen Beeinflussungen von außen begleitet. Die großen Filmstudios versuchten, ihre eigenen Starlets in die engere Auswahl zu bekommen. Die offizielle Bekanntgabe der Kandidatinnen war ein gesellschaftliches Ereignis und wurde besonders in den 1920ern von viel Publicity umrahmt. Bekannte Gesellschaftskolumnisten wie Louella Parsons und Walter Winchell übernahmen während der landesweit im Radio übertragenen Show, die auch The Frolic genannt wurde, die Moderation.
Viele der Schauspielerinnen konnten sich nicht durchsetzen, aber einige Gewinnerinnen wie Clara Bow, Joan Crawford, Mary Astor, Fay Wray, Joan Blondell, Gloria Stuart und Ginger Rogers konnten sich erfolgreich in der Filmindustrie etablieren. Am 1. August 2018 starb mit Mary Carlisle die letzte lebende Vertreterin der WAMPAS Baby Stars.

## Gewinner (nach Jahr)
| 1922 - Marion Aye - Helen Ferguson - Lila Lee - Jacqueline Logan - Louise Lorraine - Bessie Love - Kathryn McGuire - Patsy Ruth Miller - Colleen Moore - Mary Philbin - Pauline Starke - Lois Wilson - Claire Windsor 1923 - Eleanor Boardman - Evelyn Brent - Dorothy Devore - Virginia Browne Faire - Betty Francisco - Pauline Garon - Kathleen Key - Laura La Plante - Margaret Leahy - Helen Lynch - Derelys Perdue - Jobyna Ralston - Ethel Shannon 1924 - Clara Bow - Elinor Fair - Carmelita Geraghty - Gloria Grey - Ruth Hiatt - Julanne Johnston - Barbara Worth - Dorothy Mackaill - Joan Alden - Margaret Morris - Marian Nixon - Lucille Ricksen - Alberta Vaughn 1925 - Betty Arlen - Violet La Plante - Olive Borden - Anne Cornwall - Marian Douglas - Madeline Hurlock - Natalie Joyce - June Marlowe - Joan Meredith - Evelyn Pierce - Dorothy Revier - Duane Thompson - Lola Todd | 1926 - Mary Astor - Mary Brian - Joyce Compton - Dolores Costello - Joan Crawford - Marceline Day - Dolores Del Rio - Janet Gaynor - Sally Long - Edna Marion - Sally O’Neil - Vera Reynolds - Fay Wray 1927 - Patricia Avery - Rita Carewe - Helene Costello - Barbara Kent - Natalie Kingston - Frances Lee - Mary McAllister - Gladys McConnell - Sally Phipps - Sally Rand - Martha Sleeper - Iris Stuart - Adamae Vaughn 1928 - Lina Basquette - Flora Bromley - Sue Carol - Ann Christy - June Collyer - Alice Day - Sally Eilers - Audrey Ferris - Dorothy Gulliver - Gwen Lee - Molly O’Day - Ruth Taylor - Lupe Vélez 1929 - Jean Arthur - Sally Blane - Betty Boyd - Ethlyne Clair - Doris Dawson - Josephine Dunn - Helen Foster - Doris Hill - Caryl Lincoln - Anita Page - Mona Rico - Helen Twelvetrees - Loretta Young | 1930 – keine Wahl 1931 - Joan Blondell - Constance Cummings - Frances Dade - Frances Dee - Sidney Fox - Rochelle Hudson - Anita Louise - Joan Marsh - Marian Marsh - Karen Morley - Marion Shilling - Barbara Weeks - Judith Wood 1932 – einmalig wurden 15 Damen gewählt - Lona Andre - Lilian Bond - Mary Carlisle - June Clyde - Patricia Ellis - Ruth Hall - Eleanor Holm - Evalyn Knapp - Dorothy Layton - Boots Mallory - Toshia Mori - Ginger Rogers - Marian Shockley - Gloria Stuart - Dorothy Wilson 1933 – keine Wahl 1934 – letztmalige Wahl - Judith Arlen - Betty Bryson - Jean Carmen - Helen Cohan - Dorothy Drake - Jean Gale - Hazel Hayes - Ann Hovey - Lucille Lund - Lu Anne Meredith - Gigi Parrish - Jacqueline Wells - Katherine Williams |